# 14119 Johnprince
14119 Johnprince eller 1998 QU46 är en asteroid i huvudbältet som upptäcktes den 17 augusti 1998 av LINEAR i Socorro County, New Mexico. Den är uppkallad efter John E. Prince.
Den tillhör asteroidgruppen Vesta.